# دیمین پرکویس (بازیکن فوتبال، زاده ۱۹۸۶)
دیمین پرکویس (انگلیسی: Damien Perquis؛ زادهٔ ۸ مارس ۱۹۸۶) بازیکن فوتبال اهل فرانسه است.
از باشگاه‌هایی که در آن بازی کرده‌است می‌توان به باشگاه فوتبال استاد برستوا ۲۹، باشگاه فوتبال والنسین، و باشگاه فوتبال کان اشاره کرد.